# ワンタン麺
ワンタン麺（ワンタンメン、中国語: 雲吞麵、饂飩麵）は、中国南部の麺料理の一つで、今は世界各地でも食べられている中華料理である。
香港、シンガポール、マレーシアのものがとくに有名で、広東のものは麺にワンタン（雲呑）、熱いスープおよび葉菜類などが添えられており、普段は葉菜類として芥蘭が使われる。ワンタンにはエビ、鶏肉、豚肉のいずれかとネギ、製法によってはキノコが加えられる。英語でしばしばワンタン・ミー（Wanton Mee）と呼ばれるが、「ミー」の音は「麺」の客家語であり、広東語では「ワンタンミン」と呼ばれる。しばしばワンタンの代わりに水餃子が入れられ、餃子麺と称される。日本のワンタン麺は、通常のラーメンの具としてワンタンを加えたものである。

## 漢字表記
ワンタン麺の漢字表記は「雲呑麵」と「饂飩麵」の二つに分かれていて、中国の簡体字に転換すると「云吞面」と「馄饨面」になる。広東省や香港などの中国の極南部では「雲呑麵」と書き、上海・浙江省・江蘇省などの中国の中南部では「饂飩麵」と書く。

## 中国大陸
中国でワンタンは歴史のある食品とも言われるが、ワンタンと麺を類似の点心として、組み合わせて食べるという習慣は一般にはない。
広東省の潮州などでは、魚やエビを使った餃子が作られ、つみれを入れた麺のバリエーションとして、麺と組み合わされることがあった。広州の「麥奀雲呑麺世家」は1856年に創業して一世を風靡したが、1950年に香港へ移転し、香港において雲呑麺を広めた。香港では1940年代まで、爐とスープを入れた鍋、麺や具を入れた木箱を天秤棒でかついだワンタン麺売りが行商をしていた歴史がある。

## 香港
香港では、通常蝦雲呑と葉菜が添えられ、熱いスープが注がれる。
香港の雲呑麺には四つの特徴がある。第一に、雲呑の中身の多くはエビに僅かな豚挽き肉を加えたものか、純粋にエビのみである。第二に、滑らかで細い麺をアルデンテに調理し、卵麺が調理されたときに独特の味とにおいがしないことが要求される。第三に、ヒラメの乾物（「大地魚」）からとられ、よく熱したスープを使う。最後に、黄ニラが飾りとして使われる。最初の二点は独特のはっきりした舌ざわりを、後の二点は独特な見栄えを料理に与える。
麺をアルデンテに茹でる為には、調理過程と順序を固く守る必要がある。雲呑は最初に料理され、ボウルに置かれる。次に麺は生麺をほんの10秒間茹でた後、冷水でしめ、どんぶりの雲呑の上に入れる。そして、熱いスープを麺の上から注ぎ入れる。スープは十分に味わいがあるが、雲呑と麺の味を邪魔する程に強くはない。
食べる時に、れんげがどんぶりの底に置かれ、その上に雲呑があり、一番上に麺がある状態になる。麺があまりに長い間スープに浸かるとのびた状態になってしまうので、最高の状態で出すためにはこの手順が決められる。

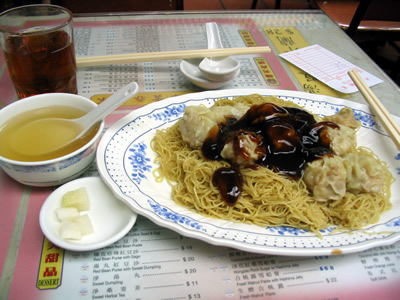
汁なしの撈麺（:zh:拌麵）

雲呑麺は熱いスープの中の雲呑や麺と同じだが、汁なしの状態で撈麺（zh:拌麵）として出されることもある。その場合には、麺の上に雲呑がのっている。

## マレーシア

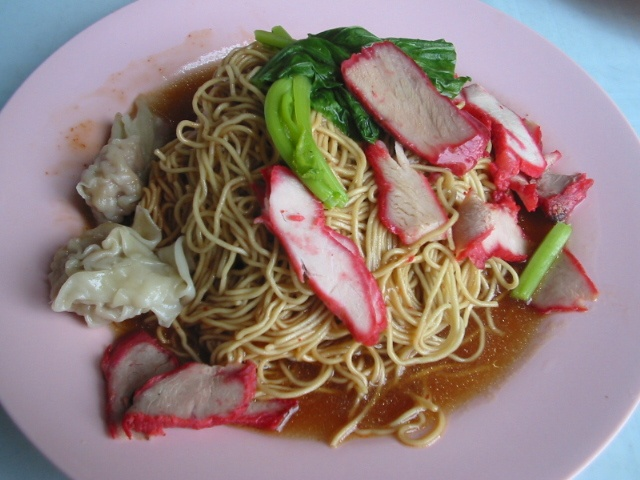
マレーシアのワンタン・ミー

マレーシアではいくつかの種類があり、ジョホール、パハン、ペラ、ペナン、サラワクおよびスランゴールなど各々の州にそれぞれの雲呑麺がある。マレーシアの雲呑麺は、麺と雲呑が別々の器になる場合があること、比較的スープが少なく麺がオイスターソースで下ごしらえされること、また叉焼の薄切りを乗せる特徴がある。
マラッカでは、麺と雲呑の器と、スープを別々に注文することができる。

## シンガポール
シンガポールの雲呑麺もマレーシアと似ている。麺には葉菜（なるべく芥蘭）、叉焼および雲呑が添えられている。スープの少ない場合、雲呑はスープの器と別々に出される。屋台によっては餃子が出され、香港の雲呑麺は広東料理店や麺料理店で見かけられる。
しばしば揚げ雲呑が通常の雲呑の代わりに使われる。通常揚げ雲呑にはマヨネーズが添えられる。

## タイ

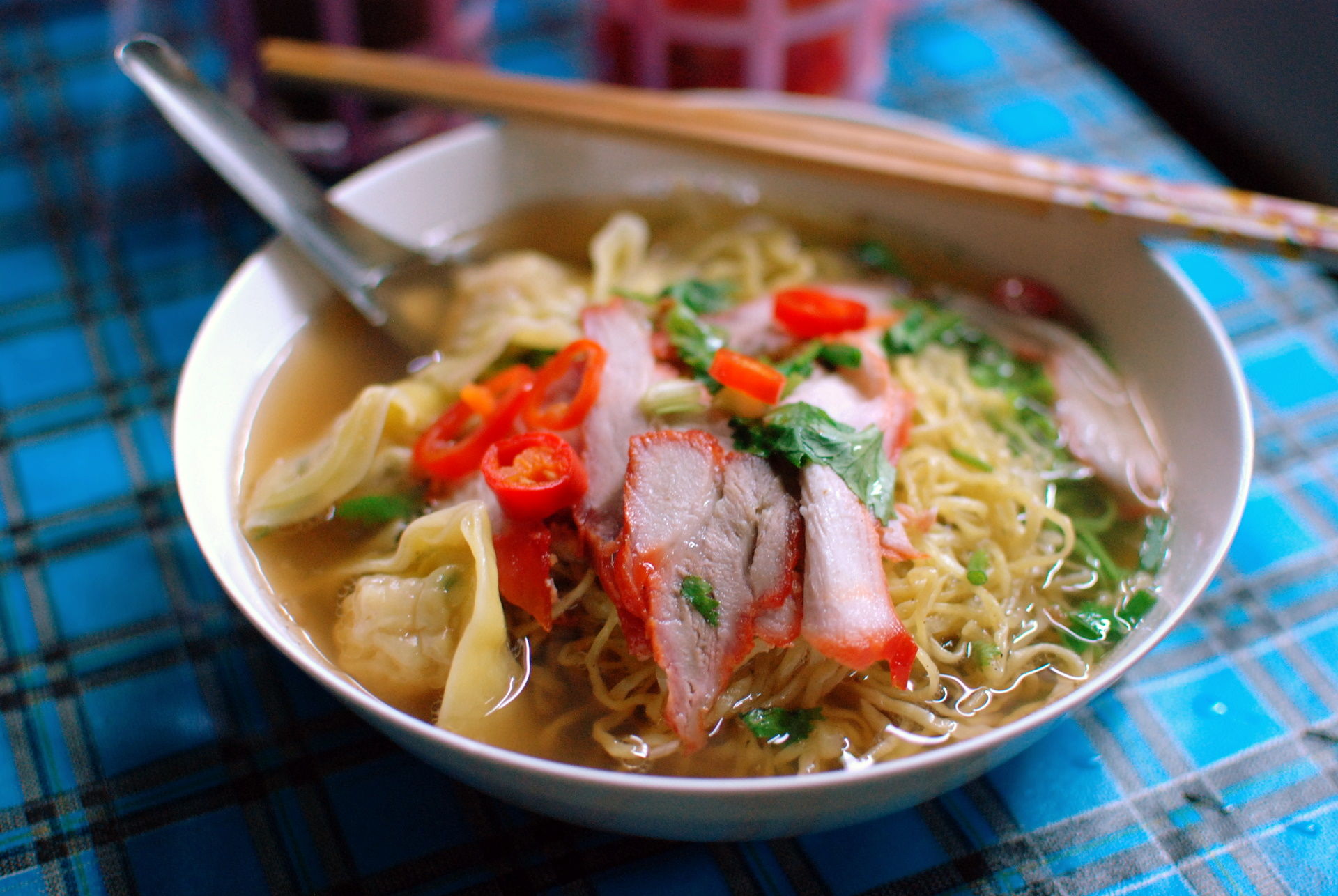
バミー・キアオ

タイではバミー・キアオ（บะหมี่เกี๊ยว, bami kiao）と呼ばれ、マレーシアやシンガポールと同じように一般的で、よく叉焼を乗せて出されるので bami mu daeng kiao（บะหมี่หมูแดงเกี๊ยว）と呼ばれる。タイにおいて他の麺料理がそうであるように、しばしば唐辛子の酢漬けやチリパウダー、砂糖やナンプラーを好みで入れて味を調節する。ほとんどスープに入れて出されるが、別皿にすることもできる。

## 日本
日本におけるワンタンメンとは、具として豚肉や海老を使用したワンタンを入れた「ラーメン」の一種である。醤油ラーメンや塩ラーメンが多く使われる。

ロングセラーのインスタント麺の存在もあり、日本人にはなじみの深い名前のラーメンである。ラーメン専門店や中華料理店のメニューに載っている事がある。酒田市には著名なラーメン店があり、ラーメン店のサブメニューになっている事があり、冷やしワンタン麺などの変種も存在している。
ワンタンの皮もラーメンの麺も、主に小麦粉により作られるが、製法が違うので、ラーメンへ食感の変化を与える。ワンタンを食べる時に箸を使用し持ち上げようとするとワンタンの皮が破れる事が多いので、蓮華を使用して食べる人が多い。

### インスタントワンタン麺
エースコックが1963年8月27日に、スープ別添の『即席ワンタンメン』を発売した。スープの味付けは、それまでに採用されていなかった「松茸フレーバー」を使用して完成した醤油ベースのものである。1987年にはみそ味、1991年にはカレー味のものも発売された歴史がある。日清食品も1965年の8月に袋麺「ワンタンメン」を発売している。
袋麺の他にもカップ麺のラインナップが多く、マルちゃんのワンタンメン・スタミナワンタンメン（満月店主 斎藤省吾監修）などが販売されている。